# Šigeru Ban
Šigeru Ban (japonsky 坂茂, Ban Šigeru; * 5. srpna 1957 Tokio) je japonský architekt.

## Dílo
- Paper House (Papírový dům), jezero Jamanaka, Japonsko (1995–1997)
- japonský pavilon na Expo 2000 v Hannoveru
- Nomadik Museum, New York (2002)

## Ocenění
- 2011 – Cena Augusta Perreta[1]
- 2014 – Pritzkerova cena